# Podlesie (Głuchołazy)
Podlesie  (deutsch Schönwalde) ist eine Ortschaft der Landgemeinde Głuchołazy (Ziegenhals) in Polen. Sie liegt im Powiat Nyski (Kreis Neisse) in der Woiwodschaft Oppeln.

## Geographie

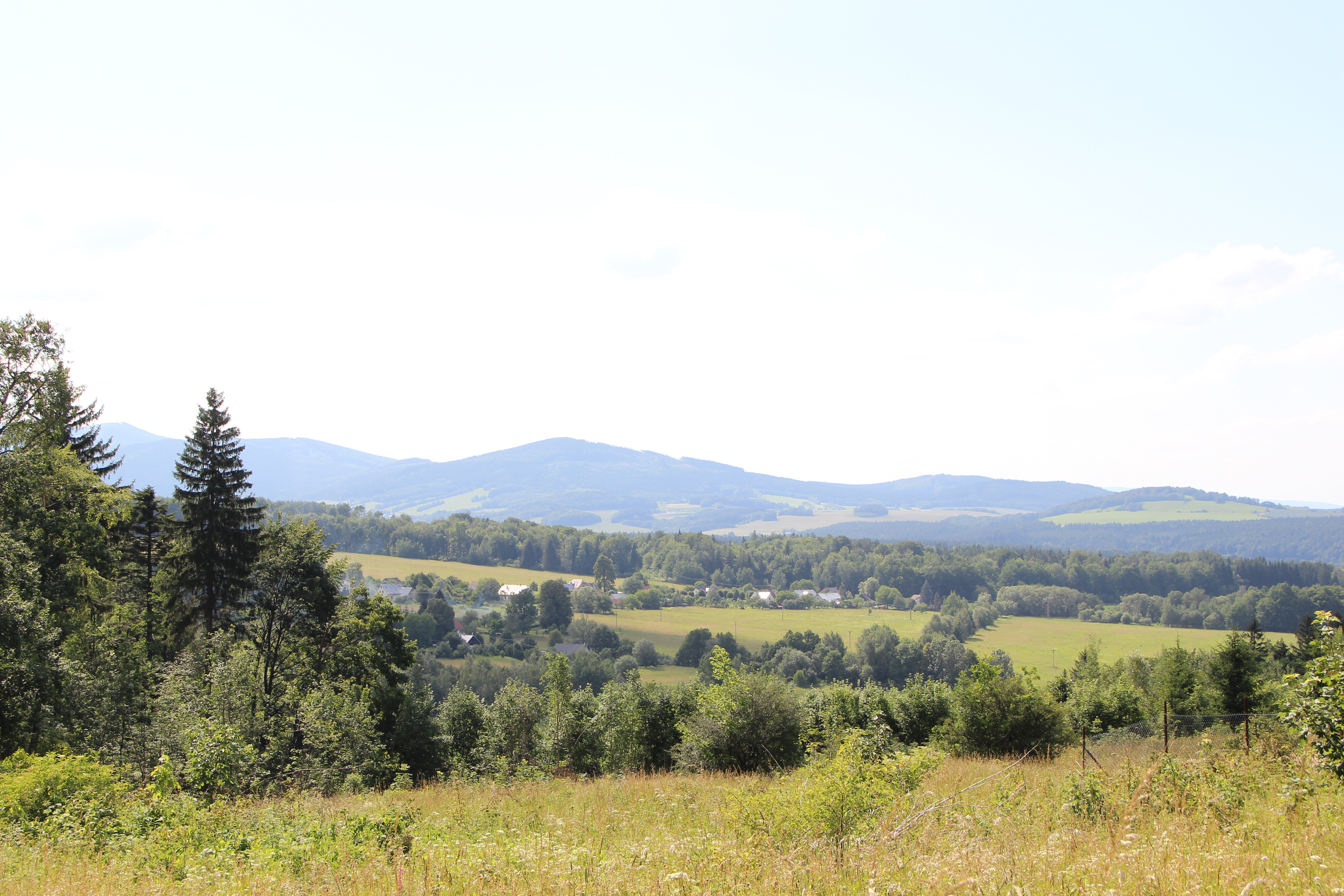
Blick über Schönwalde

### Geographische Lage
Das Straßendorf Podlesie liegt im Südwesten der historischen Region Oberschlesien direkt an der Grenze zu Tschechien. Der Ort liegt etwa sieben Kilometer südwestlich des Gemeindesitzes Głuchołazy, etwa 28 Kilometer südlich der Kreisstadt Nysa und etwa 72 Kilometer südwestlich der Woiwodschaftshauptstadt Opole.
Der Ort liegt in den Sudety Wschodnie (Ostsudeten) innerhalb der Góry Opawskie (Oppagebirge) am südwestlichen Fuße des Parkowa Góra (Holzberg). Podlesie liegt am rechten Ufer der Olešnice (Bělá) (dt. Elsnitz, poln. Białka). Südlich des Dorfes verläuft die Bahnstrecke Kędzierzyn-Koźle–Nysa.

### Ortsteil
Zu Podlesie gehört der Weiler Gęstwina (Stöckicht).

### Nachbarorte
Nachbarort von Podlesie ist im Nordwesten Mikulovice u Jeseníku (Niklasdorf).

## Geschichte

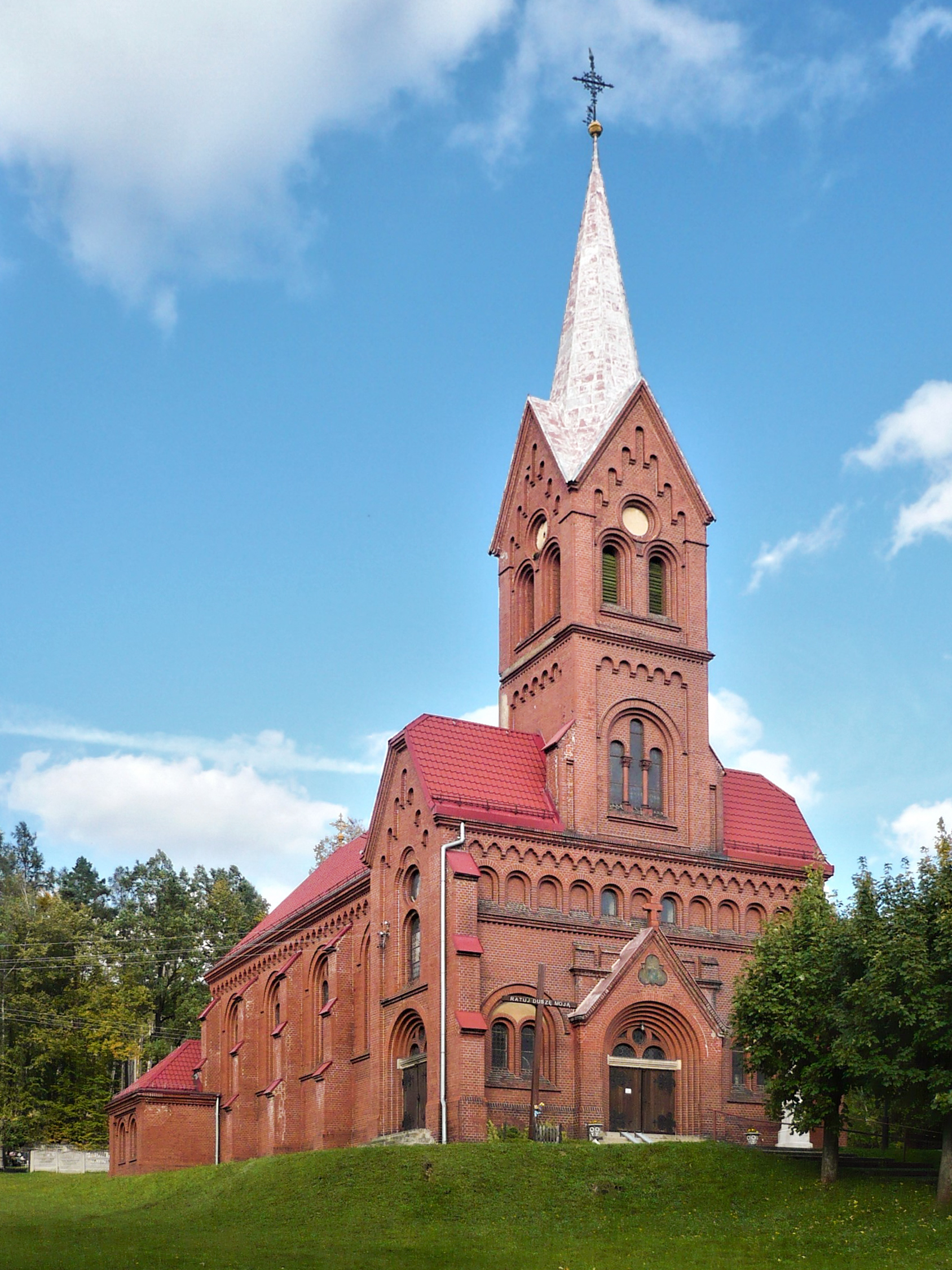
Kirche St. Georg

Nach dem Ersten Schlesischen Krieg 1742 fiel Schönwalde mit dem größten Teil Schlesiens an Preußen.
Nach der Neuorganisation der Provinz Schlesien gehörte die Landgemeinde Schönwalde ab 1816 zum Landkreis Neisse im Regierungsbezirk Oppeln. 1845 bestanden im Dorf eine katholische Schule, eine Bleiche, eine Papiermacherei, eine Eisenwarenfabrik und 59 weitere Häuser. Im gleichen Jahr lebten in Schönwalde 475 Menschen, davon sechs evangelisch. 1855 lebten 514 Menschen im Ort. 1865 bestanden im Ort fünf Bauer-, 28 Gärtner- und 31 Häuslerstellen sowie zwei Eisenwerke, eine Bleiche, eine Knochen-, eine Papier- und eine Wassermühle, eine Käsefabrik sowie eine Schankwirtschaft. 1874 wurde der Amtsbezirk Schönwalde gegründet, welcher aus den Landgemeinden Schönwalde und dem Gutsbezirk Schönwalde bestand. Erster Amtsvorsteher war der Gutsbesitzer Sieber in Schönwalde. 1874 wurde die Maschinenfabrik Turbinen und Mühlenbau W. Hassmann u. Sohn gegründet. 1885 zählte Schönwalde 619 Einwohner.
Am 9. Mai 1933 wurde der Amtsbezirk Schönwalde aufgelöst und das Dorf Schönwalde dem Amtsbezirk Dürr Kunzendorf zugeordnet. 1933 lebten in Schönwalde 597 und 1939 624 Menschen. Bis 1945 befand sich der Ort im Landkreis Neisse.
Der am 22. Januar 1889 in Schönwalde geborene katholische Pfarrer Wincenty Rozmus wurde in Auschwitz am 16. Januar 1943 mit der Häftlingsnummer 88558 registriert und starb am 25. Februar 1943 im Lager.
1945 kam Schönwalde unter polnische Verwaltung und wurde in Podlesie umbenannt. Die ehemalige Maschinenfabrik Hassmann wurde verstaatlicht und in eine Spinnerei umgebaut. Ab 1950 gehörte es zur Woiwodschaft Oppeln und ab 1999 zum wiedergegründeten Powiat Nyski. 2009 wurde die Spinnerei geschlossen und 55 Bewohner verloren ihre Arbeitsstelle.

## Sehenswürdigkeiten
- Die römisch-katholische Georgskirche (poln. Kościół św. Jerzego) wurde zwischen 1907 und 1908 im neogotischen Stil errichtet. Das Gotteshaus steht seit 2001 unter Denkmalschutz.[10]
- St.-Anna-Kapelle – 1908 errichtet[10]
- Gutshaus Schönwalde – im 18. Jahrhundert errichtet[10]
- Ehemaliger Grenzstein Österreich–Preußen

## Persönlichkeiten
- Carl Sieber (1810–1904), Politiker und Rittergutsbesitzer in Schönwalde